# Райнивунинахитриниуни
Райнивунинахитриниуни или  Рахару (малаг. Rainivoninahitriniony, ? — 5 мая 1868, Имерина) — премьер-министр Мадагаскара с 1852 по 1864 год. Сын министра Мадагаскара Райнихару и единокровный брат Райнилайаривуни, сменившего его в 1865 году на министерском посту.

## Биография
Принадлежал к мадагаскарскому сословию хува. Когда занимал пост генерала мадагаскарской армии, в 1852 году совершил военный поход против восставших народов антифази и антисака на Юго-Востоке Мадагаскара.
Был недоволен действиями короля Радамы II, который открыл страну для европейцев. В мае 1863 года участвовал в убийстве короля Радамы II. После коронации Расухерины, женился на ней и фактически сосредоточил всю политическую власть на Мадагаскаре в своих руках. В 1864 году уступил своё генеральское место сводному брату Райнилайаривуни. В феврале 1865 года был обвинён в заговоре против королевы и также был отстранён от должности премьер-министра.
Умер 5 мая 1868 года в изгнании на землях народа бецилеу.

## Источник
- Helen Chapin Metz, ed. Madagascar: A Country Study. Washington: GPO for the Library of Congress, 1994.  (англ.)